# Cani di razza
Cani di razza è un cortometraggio del 2017 diretto da Riccardo Antonaroli e Matteo Nicoletta, vincitore della menzione speciale come migliore cortometraggio commedia dell'anno ai Nastri d'argento 2018.

## Riconoscimenti
- 2017 - Roma Creative Contest
  - Premio del Pubblico MYmovies.it
- 2017 - Asti Film Festival
  - Migliore Cortometraggio
  - Premio del Pubblico
- 2018 - Corti d'argento
  - Migliore commedia cortometraggio dell'anno[1][2]
- 2018 - Cortinametraggio
  - Migliore Opera Assoluta
  - Migliori Dialoghi
  - Premio Cristallo
  - Premio Fraccaro
- 2018 - CortoLovere
  - Premio Migliore Film Commedia/Comico “Luccio d’Oro”
- 2018 - Roma Web Fest
  - Miglior Cortometraggio
- 2018 - Alessandria Film Festival
  - Migliore Cortometraggio
- 2018 - Casole Film Festival
  - Premio Miglior Regia
- 2018 - Murmat Festival
  - Premio Distribuzione Theatrical

- 2018 - London Worldwide Comedy Short Filmfest
  - Special Prize
- 2018 - Salento Finibus Terrae
  - Miglior Corto Italiano
- 2018 - Figari Film Fest
  - Miglior Cortometraggio
- 2018 - Festival Nazionale del Cinema e della Televisione di Benevento
  - Miglior Cortometraggio
- 2018 - La Città Incantata Film Festival – rassegna “Corti in Corte”
  - Miglior Film
- 2018 - Inventa un Film
  - Premio del Pubblico Cortometraggi
  - Secondo Premio Cortometraggi
- 2018 - Molise Cinema
  - Menzione Speciale a Giorgio Colangeli
- 2018 - Saturnia Film Festival
  - Premio del Pubblico
- 2018 - Saturnia Film Festival
  - Menzione Speciale Migliore Attore a Matteo Nicoletta